# 北京快速公交3号线
北京快速公交3号线，简称快3或BRT3，由于主要路段位于安立路，又称安立路快速公交，是北京公交的一条线路，由北京公交集团电车客运分公司运营。线路起自东城区北二环安定门，沿安定门外大街、安定路、安立路、立汤路、北清路等道路，穿过北苑居住区和天通苑，最终到达昌平区宏福苑小区西站，全长22.95千米，设22座车站。另有区间车快3区，自安定门走基本相同路线到达温都水城站，全长21.85公里，设22座车站。快速公交从北五环仰山桥至立水桥使用路中专用车道，以南和以北与其他机动车混行。
全线于2008年7月31日同北京快速公交2号线同时开通。2015年1月15日起，快速公交3号线及快速公交3区间开始陆续改为无轨电车，成为亚洲第一、第二条快速公交系统无轨电车线路，在世界上分列第四、第五条快速公交系统无轨电车。现时，其车型为青年汽车制造的BJD-WG180N（JNP6183BEV）與福田汽车制造的BJD-WG180FB（BJ6180EVCAT-1）型铰接无轨电车。

## 沿线站点及运营时间

### 沿线站点
- 主线：安定门-蒋宅口-安贞桥北-五路居-炎黄艺术馆-慧忠北里-华汇商厦-仰山桥南-仰山桥北-天乐园小区-立水桥南站-立水桥北站-天通西苑南-天通西苑北-天通苑太平庄-东三旗南站-地铁天通苑北站-东三旗-平西王府路口南-王府温馨公寓-宏福苑小区南-宏福园小区西
- 区间：安定门-蒋宅口-安贞桥北-五路居-炎黄艺术馆-慧忠北里-华汇商厦-仰山桥南-仰山桥北-天乐园小区-立水桥南站-立水桥北站-天通西苑南-天通西苑北-天通苑太平庄-东三旗南站-地铁天通苑北站-东三旗-平西王府路口南-王府温馨公寓-平西王府西-温都水城

### 运营时间
- 主线：安定门：5:00—23:00、宏福园小区西：5:00—23:00
- 区间：安定门：6:00—23:00、温都水城：5:00—22:00

## 其他信息

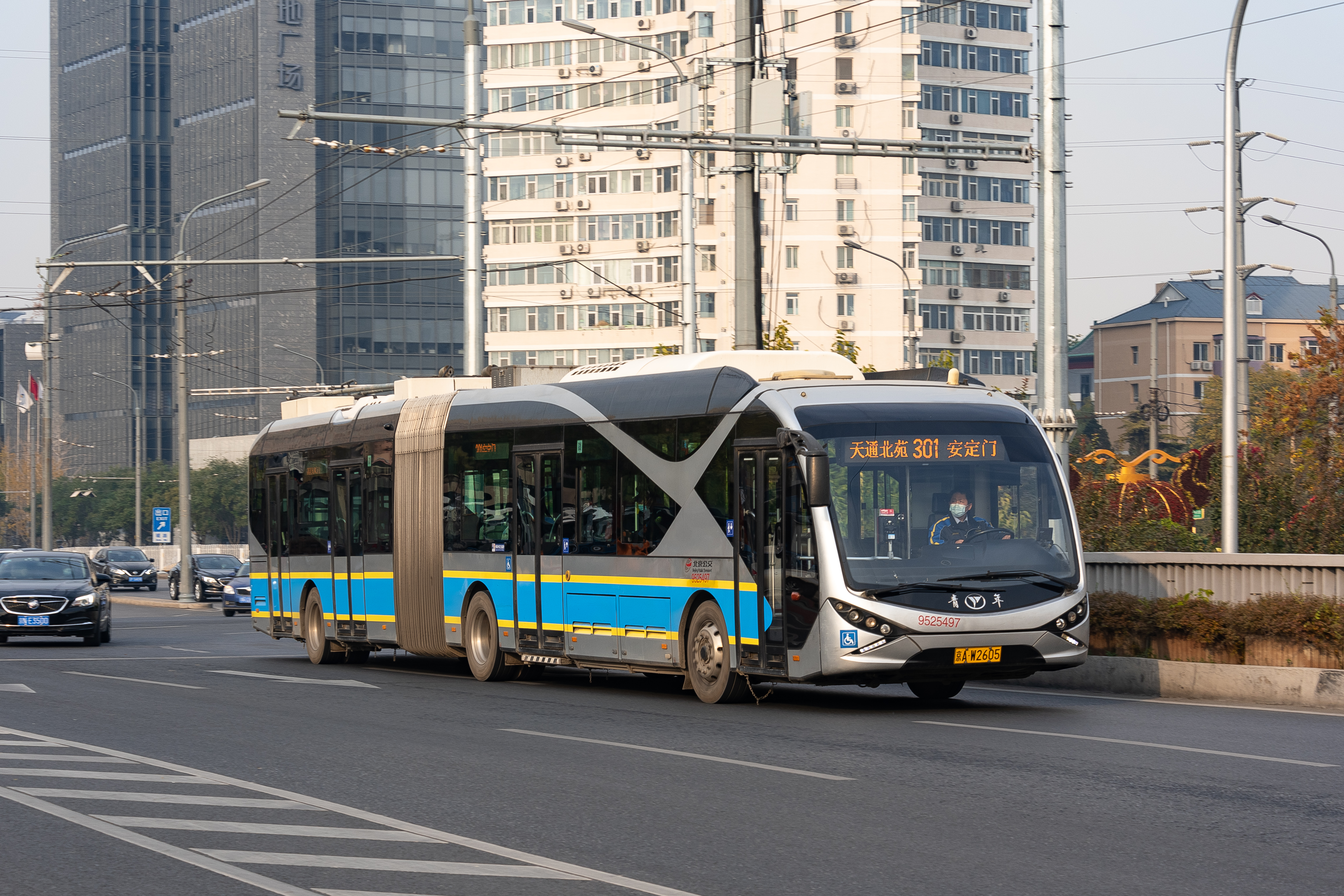
北京公交301路

自2014年12月底起，原北京快速公交3号线支线（安定门—天通北苑）改名为北京公交301路，仍然由北京公交集团电车客运分公司运营。改名后，撤销仰山桥南、仰山桥北、天乐园小区、立水桥南站，并撤出快速公交专用道。2016年年底起，北京公交301路也逐步更换有青年客车厂生产的为BJD-WG180N双源无轨电车。